# 艦上戦闘機

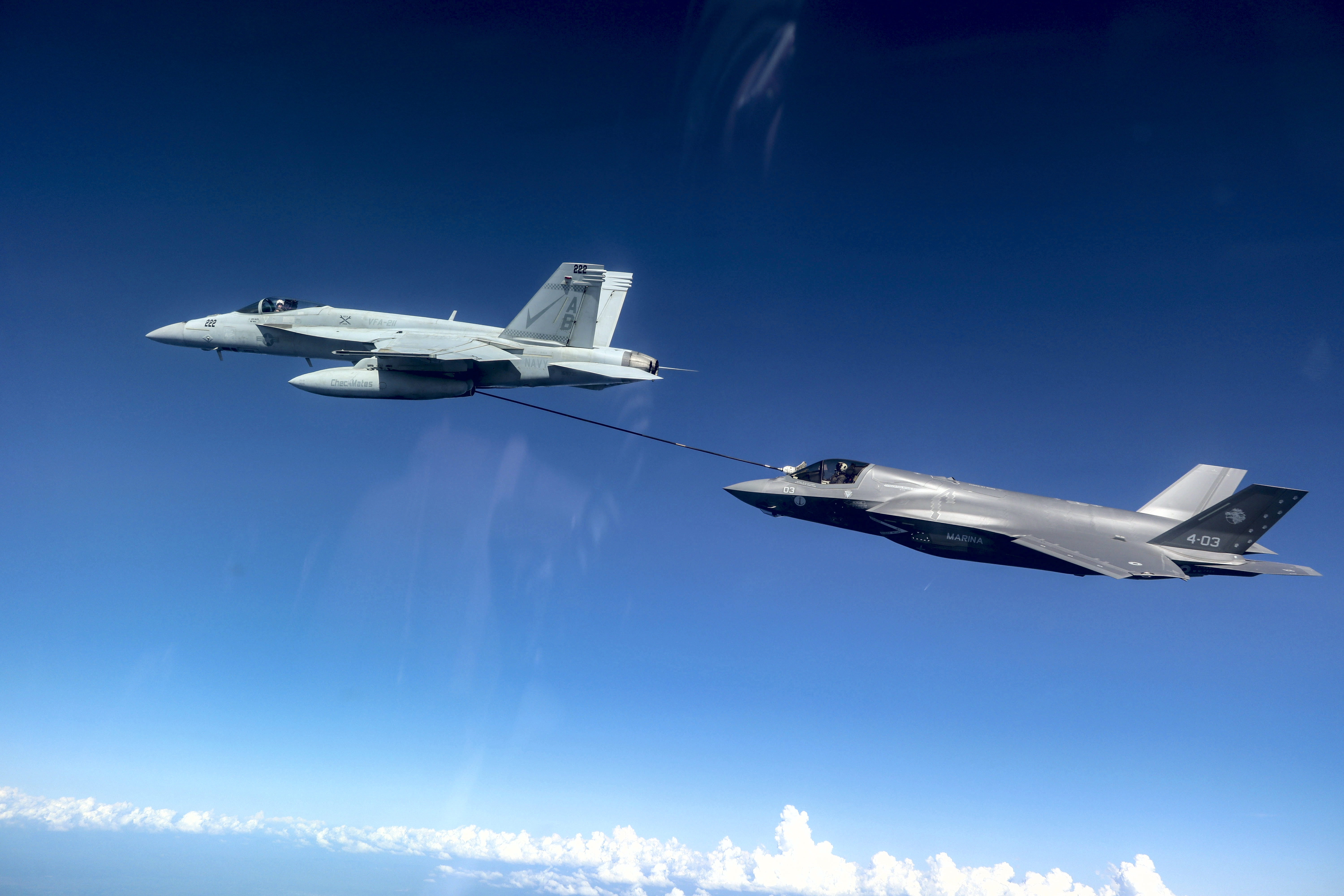
F/A-18Eからプローブアンドドローグ方式で空中給油を受けるF-35B

艦上戦闘機（かんじょうせんとうき）とは、航空母艦（空母）に搭載して運用する戦闘機のことを指す。略して「艦戦」（かんせん）ともいう。

## 概要
空母から離着艦するという運用の制約があるため、艦上戦闘機に要求される性能は、極めて多岐にわたる。以下にそれを列挙する。
短距離離着陸能力
空母の滑走路の長さは、当然ながら空母の全長以上にはならないので、それ未満の距離で離着艦する事が必要である。
現代の艦上戦闘機は、発艦する際にカタパルト（CATOBAR方式の空母の場合）ないしスキージャンプ甲板（STOVL方式の空母もしくはSTOBAR方式の空母の場合）の助けを借りる場合が多く、着艦時にはアレスティング・ワイヤーにより強制停止させられる事にはなるが（一部のV/STOL機以外の現代の艦上戦闘機は全てがそうなっている）、それでも陸上機に比べて高い短距離離着陸能力が要求される。そのために、後述する低速性能が必要となる。
ただし、カタパルトによる発艦を前提とした設計の機体の場合は、カタパルト発進時に機体の重心位置が後部に移動するため、過度に機首を上げないようになっている。そのためカタパルト不使用時にはかえって離陸性能に劣る場合もあり、例えばF/A-18がそうである。
低速性能
前述の短距離離着陸能力と重なる能力ではあるが、着艦時にはできるだけ速度を下げる必要があるため、低速時の安定性など低速性能に優れる事が求められる。これは超音速機にとっては、かなりの制約となる。
頑丈な構造
カタパルト射出および「制御された墜落」とまで称される着艦時の衝撃に耐えるため、機体構造（特に降着装置）が頑丈な事が求められる。
軽量であること
重量はカタパルトの射出能力を超えてはならず、また空母への搭載量をできるだけ増やすためには軽量である事が望ましい。
小型であること
同じく限られた空母上のスペースを活用し、また数多く搭載するために、できるだけ小型である事が望ましい。特に全長・全幅はエレベーターのサイズを超えてはならない。そのため主翼・尾翼を折りたたむ事ができる艦上戦闘機が多い。
航続距離
洋上を長時間飛行するためには航続距離が長いほうが望ましい。
被弾への抗堪性
以上の要求性能については、矛盾するものも多い。頑丈な構造・長い航続距離・主翼と尾翼の折りたたみについては、明らかに重量増加を招く要素であるため、軽量である事と矛盾してしまう。そのため、陸上戦闘機に比べてかなりのハンデキャップを持ち、それがために同時代の陸上戦闘機と同等以上の性能を持つ事は、極めて困難である。
この矛盾は時代が下がるにつれて、著しいものとなっている。初期の艦上戦闘機は、陸上戦闘機と隔絶したものではなかったが、時代が下がるにつれて専用設計、あるいは陸上戦闘機からの大幅な改良・発展型としての艦上戦闘機が増えている。
また、本来であれば空母への搭載数が限られているので、その少ない機体を有効活用するためにも、戦闘爆撃機・マルチロール機として一機種で多数の任務をこなせる事が望ましいにもかかわらず、陸上機に比べて制約があるため、多用途化は立ち後れていた。例えばアメリカ空軍において軽爆撃機というカテゴリが消滅して、戦闘爆撃機がその任務を行っていた50年代半ば以降においても、アメリカ海軍は専用の艦上攻撃機を運用していた。フランス海軍も、かつては専用戦闘機としてのF-8と戦闘攻撃機（戦闘機としての能力は限定的）のシュペルエタンダールの2本立てで艦上戦闘機を運用しており、後継のラファールMの配備が開始された後も、開発遅延からますF-8の代替として配備が開始されたため、暫くはシュペルエタンダールの運用も続けられた。
ただし艦上戦闘機は陸上戦闘機として運用するにも、さしたる問題は無い。空母上で運用される場合は重量制限の問題から純粋な戦闘機として用いる事しかできないが、陸上基地での運用時には戦闘爆撃機としても用いる事ができ、運用範囲が広がる場合もある。そのため、上記のハンディを乗り越えて高い性能を持つに至った艦上戦闘機は、陸上戦闘機としても広く使われる事になった。アメリカ海軍の艦上戦闘機として開発されながら、その高性能からアメリカ空軍や西側諸国の陸上戦闘機としても採用されたF-4 ファントムIIは、その典型である。

## 艦上戦闘機の一覧
※(未完成)は「機体が未完成」・「試作機のみ」・「正式採用されず」・「運用実績がない」のいずれかに該当。
 アメリカ合衆国
- FB
- VE-7
- TS
- F6C
- F2B
- FU
- F3B
- F7C シーホーク
- XFG (未完成)
- XF2G (未完成)
- F4B
- XFH (未完成)
- XF5B (未完成)
- XFJ (未完成)
- FF
- F11C ゴスホーク
- XF6B (未完成)
- XF7B (未完成)
- F2F
- XF3J (未完成)
- F3F
- F2A バッファロー
- F4F ワイルドキャット
- XFN (未完成)
- XF5F スカイロケット (未完成)
- F4U コルセア
- F6F ヘルキャット
- F7F タイガーキャット
- XF8B (未完成)
- XF14C (未完成)
- F8F ベアキャット
- ETF-51D マスタング (未完成)
- FR ファイアボール
- XF5U-1 フライング・フラップジャック (未完成)
- XF15C (未完成)
- F2G スーパーコルセア (未完成)
- FH ファントム
- FJ-1 フューリー
- F6U パイレート
- F2H バンシー
- F9F パンサー/クーガー
- F3D スカイナイト
- F7U カットラス
- F4D スカイレイ
- F3H デモン
- FJ-2/-3 フューリー
- XF10F ジャガー (未完成)
- F11F/F-11 タイガー
- F11F-1F スーパータイガー (未完成)
- G-118/XF12F (未完成)
- FJ-4 フューリー
- F8U/F-8 クルセーダー
- F5D スカイランサー (未完成)
- F6D ミサイリアー (未完成)
- F4H/F-4 ファントム II
- XF8U-3 クルセーダー III (未完成)
- F-111B アードバーク (未完成)
- F-14 トムキャット
- F/A-18 ホーネット
- F/A-18E/F スーパーホーネット
- F-35B/C ライトニング II

 イギリス
- キャメル
- ナイトジャー
- フライキャッチャー
- ニムロッド
- シーグラディエーター
- フルマー
- ファイアフライ
- シーハリケーン
- シーファイア
- シーフューリー
- シーファング
- アタッカー
- シーホーク
- シービクセン
- シーハリアー

 大日本帝国
- 一〇式艦上戦闘機
- 三式艦上戦闘機
- 九〇式艦上戦闘機
- 九五式艦上戦闘機
- 九六式艦上戦闘機
- 零式艦上戦闘機
- 烈風 (未完成)
- 紫電改二/四 (未完成)

 ソビエト連邦 /  ロシア
- Su-33
- MiG-29K

 中国
- J-15
- J-35

 ドイツ国
- メッサーシューミットBf109T (未完成)

 フランス
- シュペルエタンダール
- ラファールM

 スウェーデン
- シーグリペン (開発中)